# 집사 (역사)

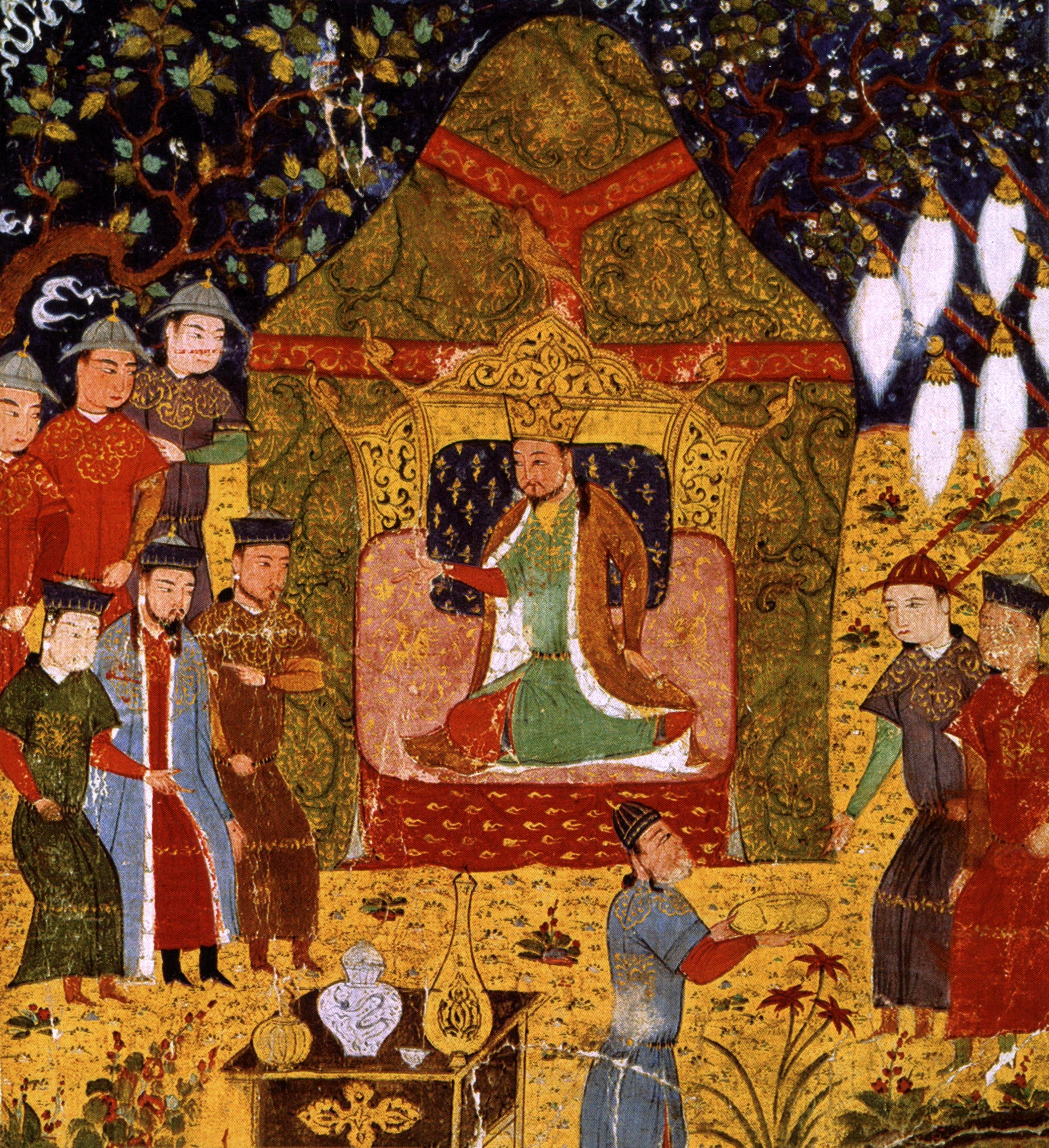
1206년 칭기즈 칸의 즉위 장면을 묘사한 삽화(《집사》 파리본)

집사(集史, جامع التواريخ The Jāmiʿ al-tawārīkh[*])는 문학과 역사 저작으로써 몽골 제국의 일원이었던 일 칸국에서 저술되었으며 저자 라시드 앗 딘(Rashid-al-Din Hamadani, 1247–1318)에 의해 14세기 초에 편찬되었고, 그 광범위한 커버리지로 말미암아 "최초의 세계사"라고 불리게 만들었다. 본서는 세 권으로 이루어져 있었으며, 남아있는 부분은 페르시아어와 아랍어로 된 버전으로 총 400페이지에 달한다. 본서는 중국에서 동유럽에 걸치는 세계의 문화와 주요 사건들을 저술하였으며, 무엇보다 몽골의 문화적 유산을 확립하는 한 가지 수단으로서 몽골의 역사를 다루고 있다.
수백 명의 문인과 예술가가 동원되어 호화로운 삽화와 서체가 삽입되었고, 매년 두 권(페르시아어로 한 권, 아랍어로 한 권)이 새로 만들어졌으며, 중동, 중앙아시아, 아나톨리아, 인도 아대륙 각지의 일 칸국에 의해 세워진 학교와 도시에 배포될 계획이었다. 저자 라시드웃딘의 일생 동안 약 20개의 삽화가 이 작품의 사본으로써 만들어졌지만, 일부만이 남아 있고, 완전한 텍스트는 살아남지 못했다. 가장 오래된 것으로 알려진 사본은 아랍어 버전으로 절반은 분실되었지만, 한 세트의 페이지는 현재 칼릴리 콜렉션(Khalili Collections)에 포함되어 있고, 두 번째 권부터 59책으로 구성되어 있다.
같은 권의 151책을 가진 또 다른 페이지는 에든버러 대학 도서관이 소장하고 있다. 이스탄불의 톱카프 궁전 도서관에는 1세대 원고의 페르시아어 사본 두 권이 남아 있다. 초기 삽화 원고는 "어느 것이나 일 칸국 시대 예술로써 가장 중요한 현존 유물 가운데 하나"이며 페르시아 세밀화의 초기작 가운데 가장 방대한 자료이다.

## 저자
집사의 저자 라시드 앗 딘 하마다니(Rashid-al-Din Hamadani) 1247년 이란 하마단(Hamadan)의 유대인 집안에서 태어났다. 약사의 아들이었던 그는 의학을 공부해, 일 칸국의 군주로써 이란 일대를 정복한 훌라구의 아들 아바카 칸(치세 1265~1281)의 궁정에 들어갔으며, 서른 남짓에 이슬람으로 개종하였다. 그는 빠르게 정치적 지위를 얻었으며, 1297년 군주의 재상(Vizier)이 되어 1304년 가잔 칸을 개종시켰다. 그는 1316년까지 그의 지위를 유지했으며, 세 번에 걸쳐 군주가 바뀌는 가운데 두 번째 칸인 울제이투 칸을 독살했다는 죄목으로 유죄 판결을 받고 1318년 7월 13일에 처형되었다.
라시드 앗 딘 하마다니는 몽골의 침략으로 파괴된 이란에서 안정된 사회경제 체제를 재구축하는 일을 맡았고, 중요한 예술과 건축의 후원자였다. 그는 랍어 라시디(Rab'-e Rashidi)에 대학을 더 지었는데 이 대학은 이집트와 시리아에서 온 학자들과 학생들을 중국으로 불러들이는 창구가 되었고, 이곳에서 라시드 앗 딘의 많은 작품들이 출판되었다. 라시드 앗 딘은 《집사》 외에도 많은 저술을 남겼지만 그의 작품들 대부분은 현대까지 살아남지 못했다. 현대에는 그의 저술로 알려진 《집사》를 제외하고는 몇몇 신학적 저술과 편지들만이 알려져 있고, 이마저도 위작일 가능성이 높은 것으로 알려져 있다. 그가 소유했던 엄청난 재산은 그가 이란에서 가장 돈을 많이 버는 저술가였다는 것을 말해주고 있다.

## 소개

### 편찬 동기
《집사》는 일 칸국 시대의 가장 중요한 역사 프로젝트 가운데 하나로 그저 비용을 들여 화려한 서체와 삽화로 장식한 책이 아니라, 몽골 제국의 이란에 대한 헤게모니를 정당화하는 수단이었다. 본서는 처음에는 몽골인들이 페르시아 지역에 정착하여 이슬람을 비롯한 현지 풍습을 채택한 시점에서, 그들의 몽골족으로써의 뿌리에 대한 기억을 간직하기를 열망했던 일 칸국의 가잔 칸에 의해 의뢰되었다.
라시드 앗 딘 당시 이란의 주민들은 전통적인 지세 외에 몽골 지배와 함께 도입된 일종의 인두세적 성격의 쿱추르, 군역에 해당하는 칼란 등의 무거운 부담을 지고 있었고, 여기에 더해 지방관의 가혹한 징세 관행과 바라트라 불리던 일종의 공수표나 다름없는 지불 보증서의 남발로 극도로 어려움을 겪고 있었고, 국가는 국가대로 만성적인 재정 적자에 시달리고 있었다. 라시드 앗 딘은 일 칸국의 재상으로써 문란한 세제를 정리하고 '바라트' 제도를 폐지했으며 지방의 주둔군에 대해서는 '이크타'라 불리는 식읍을 할당해 주었다. 나아가 지방관의 가렴주구를 막기 위해 재상이 관장하는 재무성에서 직접 1년에 두 번, 봄과 가을에 걸쳐 일괄적으로 세금을 거두도록 하였다. 그러나 세제의 문란은 정치, 경제, 사회 전반의 문제에서 비롯된 것이었기에 단지 세제 개혁으로만 성공을 거둘 수는 없는 일이었다. 따라서 그는 여기서 더 나아가 토지, 재판, 문서 행정, 역참 등의 여러 방면에 걸쳐 개혁을 단행하였고, 도량향을 통일하고 태양력을 도입하기도 하였다.
집사의 편찬도 바로 이러한 전반적인 개혁과 긴밀한 연관을 가지고 시작한 것이었다. 가잔 칸은 당시 국정이 문란하게 된 원인이 비단 위에서 언급했던 제도적인 측면뿐만 아니라 지배 집단인 몽골인들의 정신적인 측면과도 무관하지 않다고 생각했다. 그들은 칭기즈 칸 이래 조상들이 어떠한 과정을 통해서 대제국을 건설했는지 망각해 버리고, "현재 아무도 그러한 일들을 알지도 탐구하지도 않고, 세월이 흘러 아미르의 자손인 젊은이와 새로운 세대들은 조상의 이름과 계보그리고 지나간 속에도 있었던 정황과 그러한 정황이 일어나게 된 연유에 대해 소홀하고 무지한 상태"가 되어 버렸다고 탄식하였다. 즉 역사의식의 결여, 정체성의 상실이 몽골 지배집단 내부의 결속을 와해시키고 군주의 명령을 어기면서 자의적인 행동을 일삼게 된 근본적인 원인 가운데 하나라고 보았던 것이다. 따라서 가잔 칸이 라시드 앗 딘에게 역사서를 쓰라고 지시한 까닭은 말하자면 다른 개혁 정책들의 밑바탕을 이룰 '의식의 개혁'을 위해서였다. 즉 "세계 정복의 군주 칭기즈 칸과 그의 위대한 조상과 유명한 일족과 후손들의 역사" 즉 '몽골제국사'를 쓰라고 했던 것이다.

### 집필 과정
처음 이 저술은 몽골과 몽골 선조들의 역사를 스텝 지대에 세우기 위한 것이었고, 타리키 가자니(Taʾrīkh-ī Ghazānī)라는 이름을 사용하였는데, 그것은 《집사》(Jāmiʿ al-tawārīkh)의 한 부분을 구성하는 것이었다. 이 편찬 작업을 위해 라시드 앗 딘은 수도 타브리즈에 있던 랍어 라시디 대학에 편찬소를 설치했다. 그것은 300명 이상의 노동자를 고용한 모스크, 병원, 도서관, 교실을 포함한 여러 건물을 포함하고 있었다.
1304년 최초의 의뢰자였던 가잔 칸이 죽고, 왕제(王弟)로써 그의 뒤를 이은 울제이투 칸은 라시드 알-딘에게 그의 작업을 확장해 널리 알려진 세계의 역사를 집필의 대상으로 해 줄 것을 부탁했다. 이 글은 마침내 1306년과 1311년 사이에 완성되었다.
라시드 앗 딘이 1318년에 처형된 뒤, 랍어 라시디의 편찬소도 파괴되었지만, 당시 저술되고 있던 사본들은 살아남았는데, 수도 타브리즈 어딘가, 라시드 앗 딘의 아들이었던 기야트 알 딘(Ghiyath al-Din)의 도서관에 숨겨져 살아남은 것으로 보인다. 훗날 라시드 앗 딘의 아들이 칸의 총신이 되면서 자신의 권한으로 그의 아버지의 편찬소를 복원하고 확장시켰다. 《집사》에 사용되었던 몇몇 그림들은 훗날 샤나메(Shahnameh), 혹은 데모트 샤나메(Demotte Shahnameh)로 알려진 중요한 삽화 버전의 모델로 사용되었다.
15세기 아랍어 사본이 헤라트(Herat)에 있었는데, 아마도 티무르 제국의 승리 이후에 이곳에 소장되게 된 것으로 보이고 있다. 그 뒤 인도 무굴 제국의 법정을 지나 악바르 대제(1556–1605)의 소장품이 되었고, 이후 몇 세기에 걸쳐 무굴 제국 역대 황제(샤)들의 손을 거쳤다고 기록되어 있다. 이 사본은 대체로 1700년대 중반에 이르러 두 부분으로 나뉘었고, 19세기까지는 모두 인도에 남아 있었는데, 이 무렵에 영국인들의 손에 넘어갔다. 현대에 에딘버러 도서관에 소장되어 있는 부분은 1761년 10월 8일에 아마드 아라프 샤히드(Ahmad Araf Sahib)에게 선물되었고, 1800년에는 인도의 왕자 파르자다 쿠리(Farzada Kuli)의 도서관에 들어갔다. 이 파편은 동인도 회사의 레이스의 존 바일리(John Baillie of Leys) 대령에 의해 인수되었고, 1876년에 에든버러 대학 도서관으로 넘겨졌다. 나머지 부분은 1813년 이전에 동인도 회사의 존 스테이플스 해리어트(John Staples Harriott)에 의해 인수되었다. 그리고 20년 동안 어느 시점에서인가, 아마도 해리엇이 휴가로 귀가했을 때 원고가 토마스 고든 소장의 소장품으로 들어갔고 영국으로 보내졌다. 그리고 그는 1841년 영국 왕립 아시아 협회에 그것을 유산으로 기증했다. 1948년, 이 사본은 대영박물관과 도서관에 대여되었고, 1980년 소더비 경매에서 제네바의 라시디야 재단에 의해 85만 파운드에 구입되었는데, 이것은 중세 필사본에 매겨진 가장 높은 가격이었다. 칼릴리 콜렉션(The Khalili Collection)이 그것을 인수한 것은 1990년의 일이었다.

### 자료

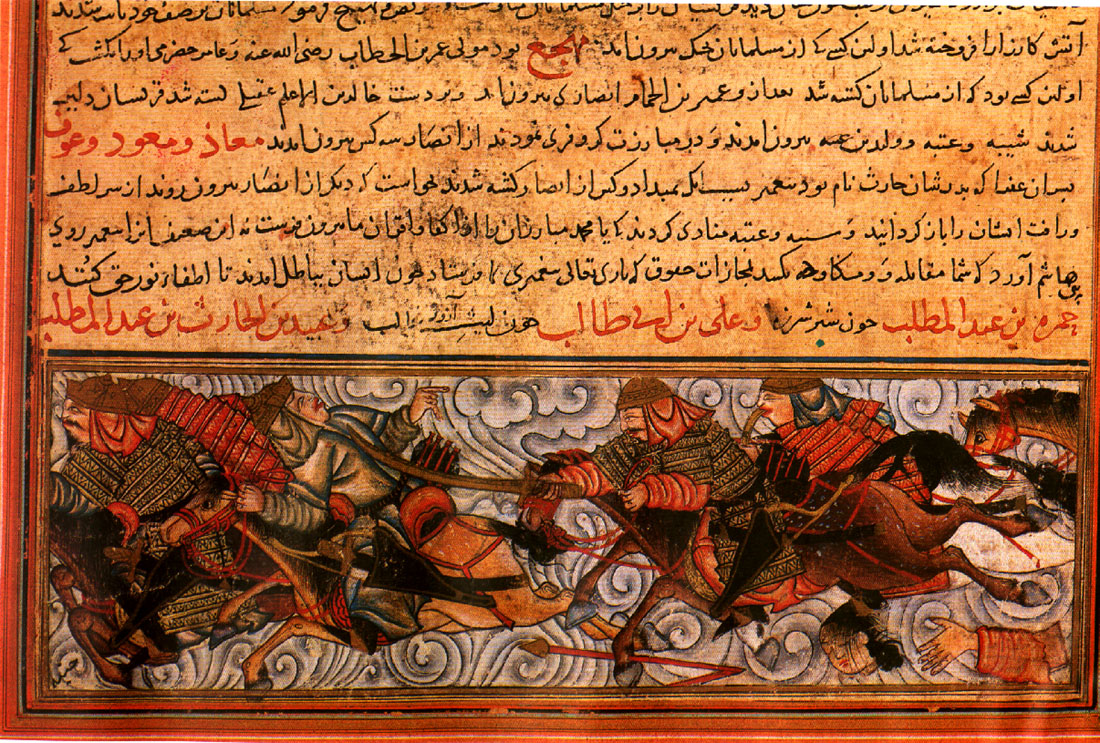
집사에 묘사되어 있는 바드르 전투의 삽화(Topkapi MS H 1653, 1314).

《집사》의 편찬을 위해 라시드 앗 딘은 많은 문서 및 증언들을 수집했고, 그 가운데 일부는 현대에 확인이 가능한 것이다.:
이 책은 페르시아의 역사가인 아타 말릭 주베이니의 저술과 매우 유사하며, 그는 "세계 정복의 역사"라는 제목의 몽고 제국의 이야기를 썼다. 또한 이란에서 샤네임이 그려졌다.
- 이란으로부터 - 《집사》는 페르시아의 역사가 아타 말릭 주베이니가 저술한 몽골 제국의 역사서 《세계정복자의 역사》와 그 구성이 매우 비슷하다. 또한 이란에서 본서에 삽입된 샤나메(Shahnameh)가 그려졌다.[11]
- 유럽으로부터 - 13세기 도미니코회 수도사였던 오파바의 마르틴(Martin of Opava)이 저술한 《교황과 황제들의 연대기》(Chronicon Pontificum et Imperatorum)가 인용되었다.
- 몽골로부터 - 저자 라시드 앗 딘은 대칸의 대사를 통해 일 칸국의 궁정에 소장되어 있던 몽골 제국의 왕실 비기(秘記)인 《알탄 뎁테르》(Altan Debter, 금책金策)까지도 볼 수 있었던 것으로 보인다.
- 중국으로부터 - 저자는 중국으로부터 전래된 자료의 번역본 4종을 알고 있었는데, 약에 관한 자료 3권과 행정에 관한 1권이었다.[12] 뿐만 아니라 라시드 앗 딘 자신이 서예, 그림 그리고 중국 음악을 즐겼다고 알려져 있다. 몽골 제국의 지배지에는 중국도 포함되어 있었기 때문에, 세계와의 연계는 더욱 쉬워졌다.

### 구성

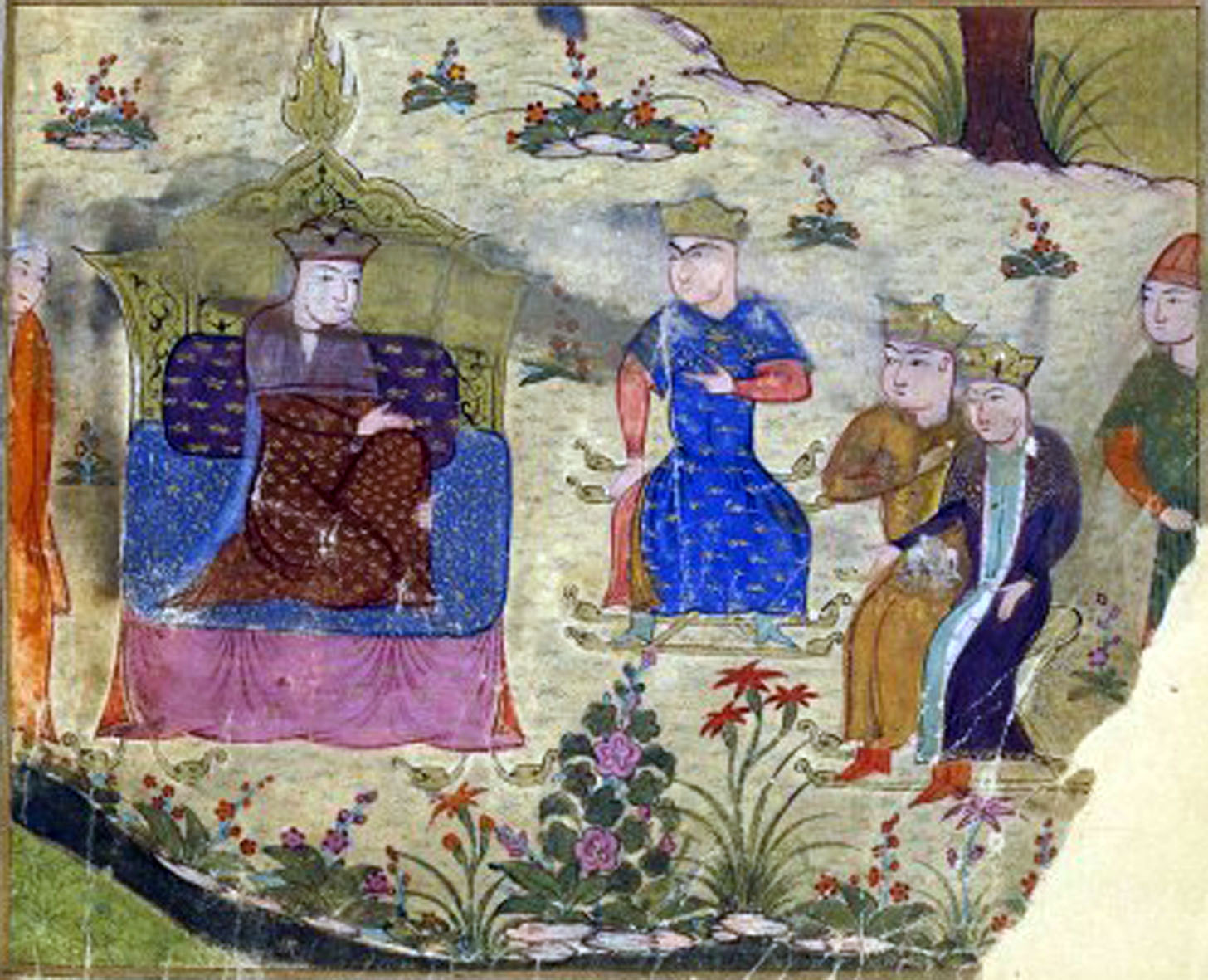
몽골족의 시조 알랑 고아와 그 자녀들을 묘사한 삽화 후세의 가필이 더해져 있어 인물의 얼굴 및 복장은 다른 삽화들과 크게 차이가 있다(《집사》 파리본)

《집사》는 서로 다른 길이의 네 개의 섹션으로 구성되어 있다.:
1. 타리키 가자니(Taʾrīkh-ī Ghazānī), 《집사》의 대부분을 구성하고 있으며 다음의 내용을 포함한다.:
- 몽골과 튀르크 부족: 그들의 역사, 계보, 전설들
- 칭기즈 칸에서 마흐무드 가잔 칸의 죽음에 이르기까지, 몽골의 역사

2. 두 번째 파트는 다음의 내용을 포함한다. :
- 1310년까지의 울제이투의 치세(알 수 없는 사본)
- 유라시아의 비몽골 민족의 역사(창조 당시의 보편사로, 압바스 왕조의 역사학자였던 알 타바리의 저서 《예언자와 왕들의 역사》를 시작으로 무슬림 학자 콰지 베이자이의 《네잠 알 타와리크》로 그 내용이 이어진다).

-   - 아담과 부족장들
  - 이슬람 이전 이란 지역의 군주들

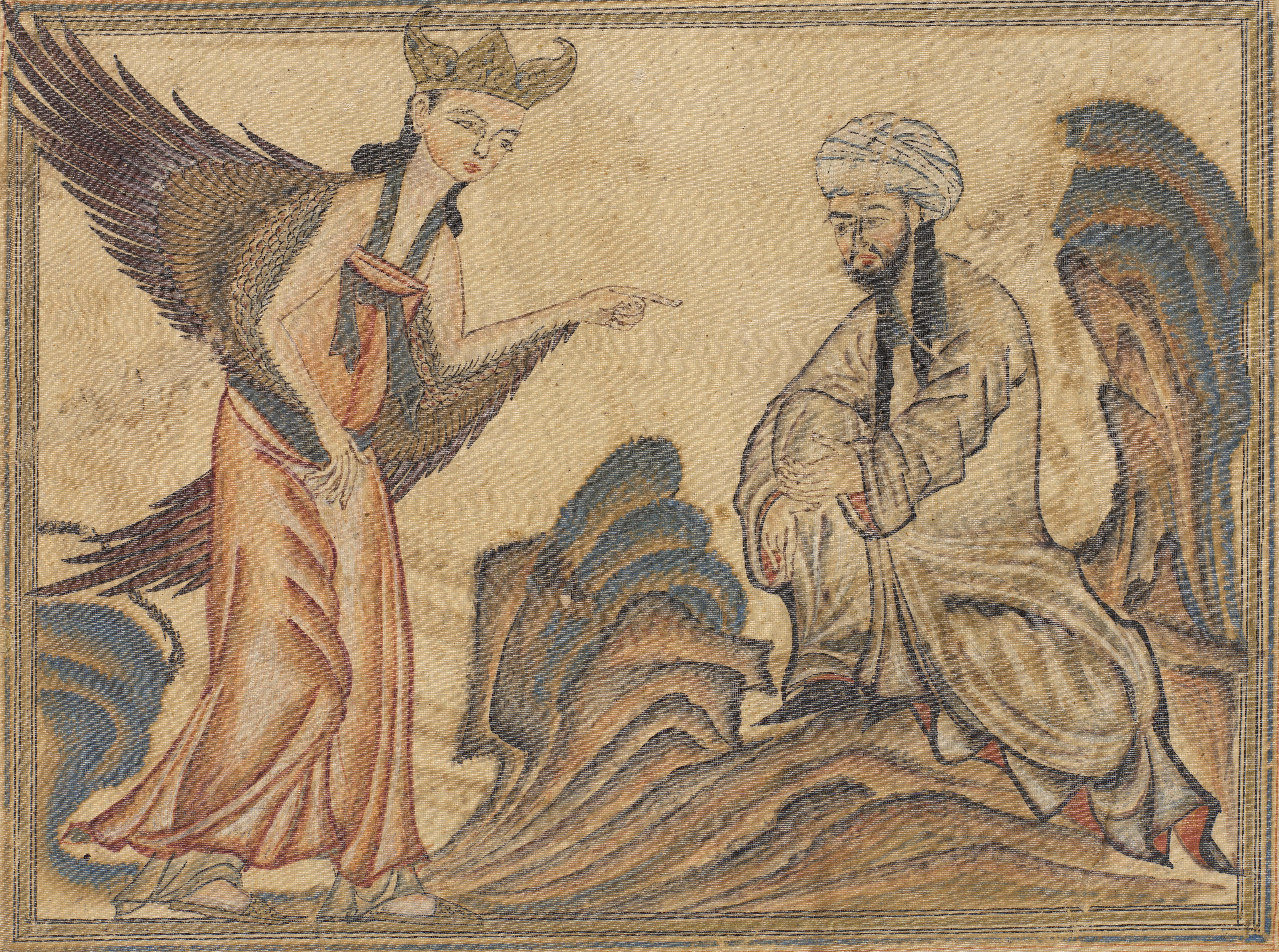
천사 지브릴의 계시를 받는 무함마드(14세기), 에딘버러 대학 소장 『집사』의 「예언자 무함마드 열전」에 실린 세밀화이다.

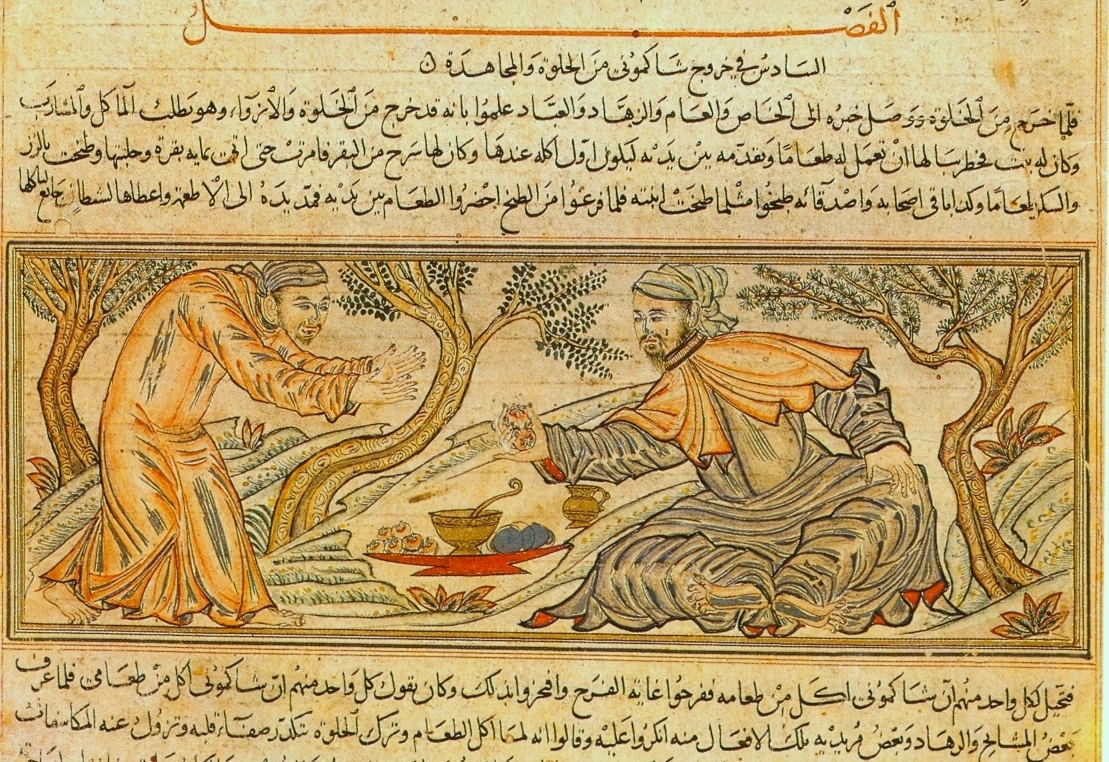
마라 파피야스의 유혹을 받는 싯다르타. 「인도인의 역사」 석가모니 열전(14세기)에서. 에딘버러 대학 소장 『집사』 아라비아어판에 수록된 세밀화이다.

  - 무함마드와 칼리프들(정통 칼리파, 우마야드 칼리파, 압바스 왕조, 파티마 왕조 등)
  - 페르시아의 이슬람 왕조들(가즈나비드, 이스마일리 주, 크와르젬의 샤, 알라무트)
  - 튀르크인들
  - 중국의 역사
  - 유대의 역사
  - 프랑키스탄(즉, 유럽, 주로 교황령과 신성 로마 제국)
  - 인도인의 역사

3. 슈 아비 파니가나흐(Shu'ab-i panjganah, 아랍인, 유대인, 몽골인, 프랑크인, 중국인의 다섯 계보). 이 글은 이스탄불의 톱카프 궁전(ms 2937) 도서관에 있는 두 권의 필사본에 있지만 마이크로필름으로만 출간됐다.
4. 슈와르 알 아콰림(Suwar al-aqalim, 제역도지諸域圖志), 지리 안내서. 안타깝게도 현존하는 어떤 사본에도 남아있지 않다.

### 삽화
현대의 학자들은 비록 초기 사례들이 흔치 않지만, 인간의 형상을 다룬 예술은 세속적인 맥락(문학, 과학, 역사 등)에서 이슬람 세계에서 지속적인 전통이었다고 언급하고 있다.; 9세기 초, 그러한 예술은 압바스 왕조(749-1258, 스페인, 북아프리카, 이집트, 시리아, 터키, 메소포타미아, 페르시아 전역) 치세에 번창하였다.  다양한 타와리크 사본에 대한 많은 삽화가 랍 알 라시디 대학 편찬소에서 행해졌을지 모르나, 현대의 연구 저술에 따르면 몽골 제국의 다른 지역에서도 이러한 삽화 제작이 행해졌다고 한다.

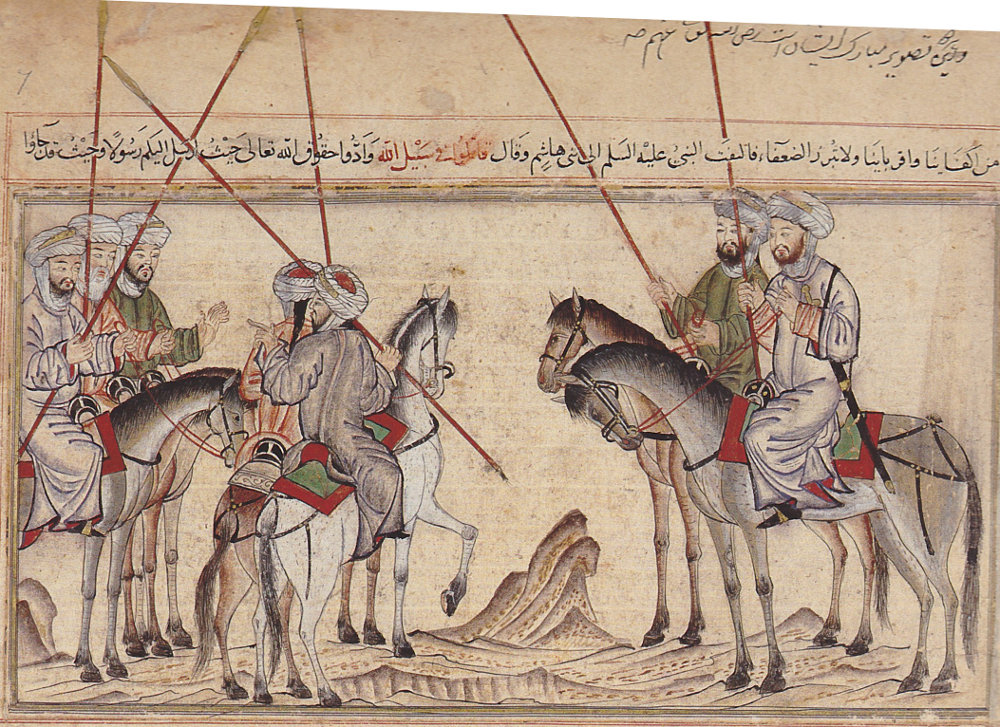
바드르 전투를 앞두고 가족들을 만나는 무함마드.

바드르 전투가 묘사된 칼릴리 컬렉션의 삽화에는 주요 인물들의 모습이 등장하고 있는데, 학자들은 누가 그려져 있는지에 대해 의견이 엇갈리고 있다. 무함마드가 함자 이븐 압둘 무탈리브(Hamza ibn Abdul-Muttalib)와 알리와 함께 전투에 투입되기 전의 모습을 그린 것이라고도 하고, 무함마드가 오른쪽에 있지만, 함자와 알리는 왼쪽, 또는 가운데에 있는 인물일 것이라고도 한다. 또 다른 묘사는 무함마드가 가족에게 나아가 맞서 싸우라고 권하는 것이며, 그가 중심 인물 가운데 한 명일 수도 있지만 어디에 그려져 있는 것인지는 분명하지 않다고 말한다.

### 집필 작업에 대한 의문
《집사》는 현대의 관점에서 보더라도 국가적 차원에서 수행된 초대형 문화 프로젝트라고 할 수 있다. 라시드 앗 딘이 그 저술의 최종 편집 저자라는 점을 의심할 이유는 거의 없지만 그 작품은 일반적으로 집단 작업에 의한 결과물로 여겨지고 있다. 또한 그의 지도 아래서 다국적 학자들에 의해 편찬되었을 수도 있다. 그러나, 《집사》의 글에 대한 많은 의문점들이 존재한다. 작업에 참여했던 이들 가운데 한 명인 아부 카심 알 카사니(Abu’l Qasim al-Kashani)와 같은 몇몇 사람들은 그들이 쓴 것은 국제사(the universal history)였다고 지적했으며, 울제이투의 역사를 쓴 카샤니라는 인물은 "《집사》는 사실은 내가 쓴 것인데 라시드 앗 딘이 부당하게 그 명예를 훔쳤다"고 주장하기도 했다(김호동은 그의 말을 어디까지 사실로 믿어야 할지는 모르겠지만 당시의 상황을 생각하면 전혀 근거 없는 이야기는 아닌 듯하다고 평하였다). 라시드 앗 딘은 그 스스로 "하루 중에서 저술에 몰두할 수 있었던 시간은 새벽기도가 끝난 뒤부터 동이 틀 때까지뿐이었다"고 할 정도로 공적인 생활로 매우 바쁜 사람이었고, 따라서 아마 많은 학자들이 동원되어 작업에 투입되었을 것이고 라시드 앗 딘은 일차적으로 완성된 초고들을 검토하고 수정하면서 그 최종본을 완성하는 역할을 했을 가능성이 크다. 이때 조합된 자료들을 처리하고 그 초고를 작성하기 위해 조수를 고용했을 것이며, 아부 카심도 그들 중 하나였을지도 모른다. 게다가 《집사》를 구성하는 모든 저작이 독창적인 내용을 다룬 것은 아니다(예를 들어, 칭기스 칸의 죽음 이후 시기에 대한 부분은 주베이니의 저작에서 직접 인용한 것이다). 다른 의문점들은 저자의 객관성과 그의 관점에 관한 것으로, 그것은 공식적인 모든 역사 이후에 그의 정치적 능력으로 라시드 알딘이 (특히 일 칸국의 역사를 위해) 직접 관여한 사건들에 관한 것이다. 그럼에도 불구하고, 그 저술은 사실적인 어조에 아첨이 들어가지 않은 시원스러움이 특징이다.

## 한국어 번역
《집사》는 2002년 서울대학교 동양사학과 김호동 교수가 《부족지 - 라시드 앗 딘의 집사1》를 처음 번역한 것을 시작으로(《부족지》는 2016년에 재간), 《칭기스칸기》, 《칸의 후예들》, 《일 칸국의 역사》, 《이슬람의 제왕》 순으로 2023년까지 사계절출판사에서 전 5권으로 번역하였다. 2024년에는 이의 축약본인 《몽골제국 연대기》를 발간했다. 출판사는 앞과 같다.

## 같이 보기
- 페르시아 문학
- 이슬람 미술

## 참고 문헌
- "Rashid al-Din Tabib", in Encyclopedia of Islam, Brill, 1960 (2nd edition)
- Allen, Terry, Byzantine Sources for the Jāmiʿ al-Tawārīkh of Rashīd Al-Dīn, 1985, Ars Orientalis, Vol. 15, pp. 121–136, JSTOR 4543049
- S. Blair, A compendium of chronicles : Rashid al-Din’s illustrated history of the world, 1995, 2006 ISBN 1-874780-65-X (contains a complete set of the folios from Khalili collection, with discussion of the work as a whole)
- S. Blair and J. Bloom, The Art and Architecture of Islam 1250–1800, Yale University Press, 1994 ISBN 0-300-05888-8
- Canby, Sheila R., Persian Painting, 1993, British Museum Press, ISBN 978-0-7141-1459-0
- O. Grabar, Mostly Miniatures: An Introduction to Persian Painting, Princeton University Press, 2000 ISBN 0-691-04941-6
- B. Gray, Persian painting, Macmillan, 1978 ISBN 0-333-22374-8
- B. Gray, The 'World history' of Rashid al-Din: A study of the Royal Asiatic Society manuscript, Faber, 1978  ISBN 0-571-10918-7
- Inal, Guner (1963). “Some miniatures of the 'Jami' al-Tavrikh' in Istanbul, Topkapi Museum, Hazine Library No. 1654”. 《Ars Orientalis》 (Freer Gallery of Art, The Smithsonian Institution and Department of the History of Art, University of Michigan) 5: 163–175. JSTOR 4629187.
- Min Yong Cho, How land came into the picture: Rendering history in the fourteenth-century "Jami al-Tawarikh" (Dissertation), 2008, ProQuest, ISBN 0-549-98080-6, ISBN 978-0-549-98080-3, fully online
- D. T. Rice, Basil Gray (ed.), The illustrations to the “World History” of Rashid al-Din, Edinburgh University Press, 1976 ISBN 0-85224-271-9
- A.Z.V. Togan, The composition of the history of the Mongols by Rashid al-din, Central Asiatic Journal, 1962, pp 60 – 72.